# Der Architekt (2008)
Der Architekt ist ein deutscher Spielfilm von Ina Weisse aus dem Jahr 2008 und ihr Spielfilmdebüt als Regisseurin.

## Handlung
Georg Winter ist erfolgreicher Architekt, 58 Jahre alt. Als er telefonisch erfährt, dass seine Mutter in seinem Heimatdorf in den Alpen gestorben ist, informiert er zunächst nicht seine Frau Eva über den Tod der Mutter. Später fährt er doch mit ihr und seinen erwachsenen Kindern Reh und Jan im Auto zu der Beerdigung. Winter war zwanzig Jahre nicht mehr in seinem Heimatdorf; er verbirgt dort das Geheimnis, einen nichtehelichen Sohn zu haben. Auf der Beerdigung ist Winter bemüht, seine Unruhe nicht zu zeigen. Als ihnen wetterbedingt die Rückfahrt versperrt ist und die Familie das Dorf nicht verlassen kann, bittet der Pfarrer Georg und seine Familie zur Testamentseröffnung. Anwesend ist auch seine große Liebe Hannah und der uneheliche Sohn Alex. Winters Mutter hat ihren Enkel Alex als alleinigen Erben eingesetzt. Die Wahrheit über Winters Doppelleben kommt ans Licht. Eva und die Kinder sind fassungslos. Reh Winter läuft in die verschneite Winterlandschaft; ihr Bruder Jan kann sie gerade noch vor dem Erfrieren retten. Bei der Rückreise steigt Georg krank und verzweifelt aus dem Auto, irrt im Schnee herum und fällt in einen Straßengraben.

## Produktionsnotizen
Während der Dreharbeiten fielen an einem Tag 70 Zentimeter Neuschnee. Das Tal, in dem die Filmarbeiten stattfanden, wurde wie in der Filmhandlung tatsächlich gesperrt.

## Auszeichnungen
Mit ihrem Spielfilm Der Architekt, für den Ina Weisse auch die Idee entwickelte und zusammen mit Daphne Charizani das Drehbuch schrieb, war sie 2009 auf der 59. Berlinale im Wettbewerb vertreten. Sophie Rois erhielt 2009 den Deutschen Filmpreis für die beste darstellerische Leistung (weibliche Nebenrolle). Auf dem Max-Ophüls-Filmfestival gewann Der Architekt im gleichen Jahr den Preis für das beste Drehbuch. In der Kategorie Bester Film und bester Hauptdarsteller wurde der Film beim 14. Filmfestival Türkei/Deutschland in Nürnberg ausgezeichnet. Nominiert wurde er außerdem für den Norddeutschen Filmpreis 2009 in der Kategorie Bester Spielfilm Kino.
Die Deutsche Film- und Medienbewertung (FBW) in Wiesbaden verlieh dem Film das Prädikat „wertvoll“.

## Kritiken
„Machen wir's kurz: Dies ist ein wunderbarer Film. Nein, er hat keine sonderlich spannende Story und auch keine aufregende Schnitt- oder Kameratechnik. Aber er hat sechs Schauspieler, die in jeder Sekunde nie nur ihren Job erledigen, sondern - ja, was machen sie eigentlich? Weder verlieren sie sich reibungslos in einem Seelenzerfaserungsspiel noch beäugen sie aus besserwisserischer Distanz die psychologischen Abgründe ihrer Figuren. Weder verschwinden sie identifikationsselig in ihren Rollen noch führen sie ihre Darstellungskünste an der kurzen Leine der Eitelkeit spazieren. Nie machen sich diese Schauspieler mit ihren Figuren gemein, immer bewegen sie sich mit einer Form von zärtlicher Bestimmtheit in ihr Spielen hinein. Sie spielen, als hätten nicht sie ihre Figuren gewählt, sondern die Figuren genau nach diesen Darstellern verlangt“

„Die Gnade des Schnees ist doch eigentlich unermesslich: Sanft bedeckt er die Ängste der Menschen, dämpft ihre Aggressionen und verwandelt soziale Schlachtfelder in stille weiße Landschaften. Allerdings nicht in diesem Film. Wenn es hier schneit, dann tut es das geradezu erbarmungslos. Denn mit jeder einzelnen Flocke spitzt sich die Tragödie zu. Ausgerechnet Winter heißt die Familie, um die es in dem wenig heimeligen Alpendrama Der Architekt geht, in dem die eisige Landschaft so kunstvoll wie konsequent zur Metapher für das kaputte Miteinander erhoben wird. Nichts bewegt sich mehr, nur der Schnee fällt und fällt und fällt. [...] Was für ein wunderschönes, was für ein grausames Winterweltdrama: Vater, Mutter, Tochter, Sohn – hier wurden sie für eine Familienaufstellung schockgefrostet in all ihren Neurosen.“